# El Jueves
El Jueves est un hebdomadaire espagnol d'humour graphique et de satire politique, publié à Barcelone. Son titre complet est aujourd'hui « El Jueves, la revista que sale los miércoles » (« Le Jeudi, la revue qui paraît le mercredi »), c'était au départ « El Jueves, la revista que sale los viernes » (« Le Jeudi, la revue qui paraît le vendredi »).
El Jueves naît en 1977 et n'a cessé de sortir chaque semaine depuis cette époque. La revue a dépassé les 1 500 numéros. Son logo est un bouffon, qui apparaît sur la Une depuis le premier numéro.

## Composition
La revue compte aujourd'hui 72 ou 80 pages ; une vingtaine parle de l'actualité politique, économique et sociale, toujours sur un ton humoristique et sous forme de bandes dessinées, et le reste est consacré à des BD sans relations avec l'actualité immédiate. Tous les trois mois est publié un numéro spécial de 104 ou 120 pages sur un sujet précis : la monarchie, les religions, les jeux vidéo, ou un évènement important.
El Jueves se montre critique vis-à-vis de la monarchie espagnole, des partis politiques, de la religion, de la presse people et de la société en général.

### Rubriques
Parmi les rubriques régulières d'El Jueves on peut citer :
- La Une, réalisée par un dessinateur, avec son style particulier, sur une question d'actualité. Les projets de Une non adoptés sont aussi publiés.
- L'éditorial : il porte sur un sujet de l'actualité de la semaine qui sera développé dans les premières pages de la revue.
- « Nonoticiero semanal », parodie d'informations, surtout des versions Internet des journaux, qui occupe quatre pages où se mêlent des dessins, de courts textes humoristiques et des montages photo. L'attention porte en particulier sur l'actualité politique espagnole et internationale. La rubrique inclut « El gilipollas de la semana » (« Le connard de la semaine »), qui caricature le personnage le plus ridicule, selon l'opinion des dessinateurs d'El Jueves.
- « La pregunta de la semana » (« La question de la semaine »).
- « Lo que nunca sale por la tele » (« Ce qui ne passe jamais à la télé »).
- « Recortes de la prensa seria » (« Coupures de la presse sérieuse »), une rubrique de coupures de presse aux titres curieux qui proviennent de différents journaux espagnols.
- Un poster, en général dessiné par Vizcarra.
- « En familia » (« En famille »), la rubrique du courrier des lecteurs.
- « La guinda final » (« La cerise sur le gâteau »).

## Bandes dessinées
Quelques-unes des BD récurrentes d' El Jueves :
- Dinero de Miguel Brieva
- Teletipo de Pepe Colubi
- Federik Freak de Rubén Fernández
- Sexorama de Manuel Bartual
- Sauna Paradise de Carles Ponsí
- Mundo salvaje de Reiser
- La parejita S.A. de Manel Fontdevila
- La tita Virginia de Ozeluí
- Acné de Pallarés
- Los ilegales de Bernardo Vergara
- Martínez el Facha de Kim
- Silvio José, el buen parásito de Paco Alcázar
- La Reina y yo de Guillermo
- Los bonitos recuerdos de Palmiro Capón de Lalo Kubala
- Grouñidos en el desierto de Ventura
- Ángel Sefija de Mauro Entrialgo
- Genaro... la brasa en casa de Mel
- Tato de Monteys (à l'origine Tato, con moto y sin contrato)
- Makinavaja d'Ivà
- Historias de la puta mili d'Ivà
- Ortega y Pacheco de Pedro Vera
- Lucía gabinete de sexología de Juan Álvarez et Jorge Gómez
- Las 3 amigas de Pablo Velarde
- Baldomero (à l'origine Madurito, feo y sin dinero, ¿qué más quieres, Baldomero?) de Pallarés
- Curro Córner de Ozeluí
- Clara... de noche de Bernet
- Puticlub de Fer
- Obispo Morales de JA
- Mamen de Mariel et Manel Barceló
- El profesor Cojonciano de Óscar
- Seguridasosiá de Maikel
- Caspa radiactiva de Darío Adanti
- Para ti, que eres joven de Manel Fontdevila et Albert Monteys
- Ocurrió cerca de tu casa de Carlös
- El Capítulo que no veremos de Jordi March
- ¡Dios mío! de J.L.Martín
- La tierra está malita de José Luis Ágreda et Bernardo Vergara
- Olegario Gandaria de Pallarés
- A punta pala de Azagra
- Joan Cornellà dans la partie Actualités

Un autre collaborateur de El Jueves, Santi Orue, réalise des photomontages dans lesquels il parodie des annonces qui ont pour but de critiquer certains aspects de l'actualité politique. Gallego et Rey collaborent également à ce projet, et fut un temps y participait également le dessinateur Forges.
À la suite d'un numéro extra portant sur les États-Unis (n°1.428), La otra revista que sale los miércoles (L'autre revue qui sort le mercredi) et Mister K, ont commencé à être publiées, destinées à un public infantile et juvénile.
En l'an 2003 est apparu El Jueves Campus, un supplément du journal 20 minutos qui contenait plusieurs bandes dessinées, généralement centrées sur la vie des étudiants. Il se distribue gratuitement le deuxième jeudi du mois dans les zones universitaires. En 2006 est fondée par El Terrat la revue BF, consacrée au programme de Andreu Buenafuente –qui témoigne sa grande amitié à El Jueves et à ses collaborateurs–.
Ses équivalents étrangers sont Mad aux États-Unis, Barcelona en Argentine et Charlie Hebdo en France.

## Polémiques
La revue a également provoqué une polémique, parmi d'autres, en faisant sa Une (numéro 1299, d'avril 2002) sur une caricature de Ariel Sharon sous les traits d'un cochon portant une croix gammée nazi; Shimon Peres, alors ministre israélien des Affaires étrangères, s'en servit pour dénoncer le sentiment anti-israélien en Europe. L'exposition de cette couverture devant les caméras du monde entier de la part de Shimon Peres permit à la revue d'acquérir une visibilité internationale.
Le 20 juillet 2007, sur ordre du juge de l'Audiencia Nacional d'Espagne, Juan del Olmo, la revue a été saisie à la demande du Parquet pour injure à la Couronne d'Espagne. La Une du numéro 1 573  (publiée le 18 juillet de la même année) montrait une caricature du prince et de la princesse des Asturies en train de faire l'amour. L'auteur a déclaré, « ils n'ont qu'à me couper la main droite », arguant que nulle part sur la couverture « il n'est indiqué qu'il s'agit de Felipe et Letizia ». En réalité « j'ai dessiné Tom Cruise et Katie Holmes », et cette décision de justice c'est vraiment « une blague ». Le directeur de la revue El Jueves ajoutait que « nous avions dans l'idée de nous moquer de la mesure électoraliste de Zapatero avec ses 2 500 € ». Néanmoins, l'illustration a été qualifiée de « clairement dénigrante et objectivement injurieuse » par le juge. Le résultat de ce verdict, loin d'avoir empêché la diffusion de la caricature, a eu un effet de « marketing viral » et la Une qui faisait polémique a fini par apparaître dans un nombre considérable de médias, papier et numérique, et dans de nombreuses pages web.
Le 26 septembre 2012, El Jueves publie en couverture un dessin caricatural du prophète Mahomet où l'on voit des musulmans parmi une file de suspect lors d'une séance d'identification de la police sous la légende « Mais (...) qui sait à quoi ressemble Mahomet ? ». Cette publication intervient une semaine après des caricatures de Mahomet de Charlie Hebdo et peu de temps après la mise en ligne de L'Innocence des musulmans qui avait déclenché une vague de colère dans une partie du monde arabo-musulman.